# (112) Ифигения
(112) Ифиге́ния (лат. Iphigenia) — астероид главного пояса, принадлежащий к тёмному спектральному классу C. Он был открыт 19 сентября 1870 года германо-американским астрономом К. Г. Ф. Петерсом в обсерватории Литчфилд и назван в честь Ифигении, персонажа древнегреческих мифов.

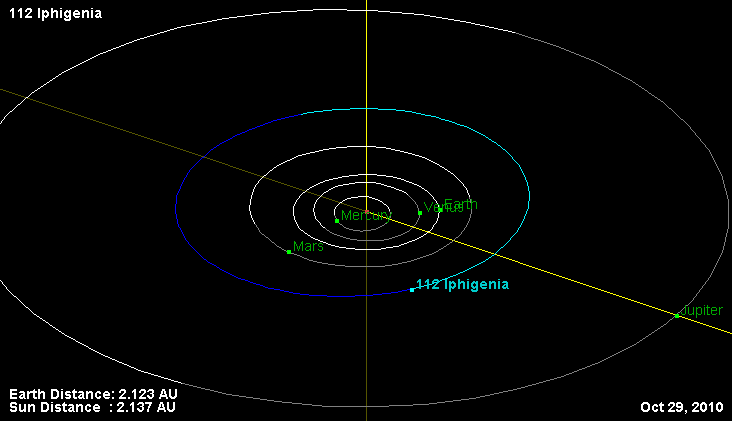
Орбита астероида Ифигения и его положение в Солнечной системе